# Gammelsdorf
Gammelsdorf este o comună din landul Bavaria, Germania.